# لوليتا
لوليتا (بالإنجليزية: Lolita) هي رواية للكاتب الأمريكي من أصل روسي فلاديمير نابوكوف، نُشرت في عام 1955 في باريس، وفي عام 1958 في نيويورك. ترجمها لاحقًا مؤلفها الروسي إلى اللغة الروسية. أبرزت الرواية مواضيع مثيرة للجدل، فبطل الرواية همبرت همبرت هو أستاذ أدب في منتصف العمر مريض بشهوة المراهقين، يرتبط بعلاقة جنسية مع دولوريس هيز ذات 12 عامًا بعد أن يصبح زوج أمها. «لوليتا» هو لقب دولوريس الخاص. دُوّنت الرواية في بادئ الأمر باللغة الإنجليزية ونُشرت في باريس في عام 1955 بواسطة أولمبيا بريس. بعد ذلك، ترجم الكاتب الروسي فلاديمير نابوكوف الرواية إلى اللغة الروسية ونشرتها منشورات فايدرا في عام 1967 في نيويورك.
تميّز هذا الكتاب أيضًا بأسلوب الكتابة. كان السرد ذاتيًا بحتًا إذ يروي همبرت مقاطع مجزأة من ذكرياتٍ، موظفًا بذلك أسلوبًا نثريًا متطورًا، في الوقت الذي يحاول فيه كسب تعاطف القارئ من خلال صدقه وأحزانه، مع أنه وصف نفسه بأنه مهووس حرم دولوريس من طفولتها قبل نهاية القصة بقليل، ثم أشار إلى أن «أكثر الأمور بؤسًا في الحياة الأسرية أفضل من المحاكاة الساخرة لسفاح القربى الذي كان يتشاركه مع دولوريس».
حققت رواية لوليتا بعد نشرها مكانة كلاسيكية وأصبحت إحدى أفضل وأشهر الأمثلة المثيرة للجدل في أدب القرن العشرين. دخل الاسم الثقافة الشعبية لوصف الفتاة التي تنضج جنسيًا قبل الأوان. أخرج ستانلي كوبريك الرواية على شكل فيلم سينمائي في عام 1962، ثم أخرجها أدريان لين في فيلم آخر عام 1997. عُرضت أكثر من مرة على خشبة المسرح، وأنتج عنها عرضي أوبرا، وعرضي باليه، وعرضًا موسيقيًا فاشلًا على مسرح برودواي. أُدرجت رواية لوليتا في قائمة التايم لأفضل 100 رواية باللغة الإنجليزية منذ عام 1023 وحتى عام 2005. احتلت المرتبة الرابعة في قائمة أفضل مئة رواية حسب دار مودرن لايبراري في القرن العشرين. أُدرجت في قائمة أفضل 100 كتاب في مكتبة بوكلوبن العالمية، ونجحت في استطلاع القراءة الكبرى في عام 2003.

## الحبكة
كانت مقدمة الرواية غريبة بعض الشيء بقلم جون راي جونيور، وهو محرر لكتب علم النفس كتب مذكراته لكنه لم يستخدم اسمه، بل استخدم اسمًا مستعارًا للتعبير عما يجول في خاطره هو «هامبرت هامبرت» الذي كان في السجن وتوفي إثر نوبة قلبية وهو ينتظر محاكمته بجريمة قتل. وُلد هامبرت في باريس في عام 1910 في الريفييرا الفرنسية، وبعد ذلك أحب صديقته الجميلة التي تُدعى أنابيل لكنها رحلت باكرًا فقد توفيت بسبب داء الحمى النمشية. بعد تلك الحادثة، يبقى هامبرت متعلقًا بسحر الفتيات الصغيرات وخاصة الجميلات منهن اللواتي أُطلق عليهن اسم «الحوريات» لا سيما اللواتي تتراوح أعمارهن بين الـ9 أعوام والـ14 عامًا. يعمل هامبرت مدرسًا للغة الإنجليزية بعد تخرجه، ويصبح بعدها محررًا للكتب الأدبية الأكاديمية. ينتقل هامبرت قبل اندلاع الحرب العالمية الثانية إلى نيويورك. وفي عام 1947، ينتقل إلى رامسديل وهي مدينة صغيرة في نيو إنجلاند. كانت تلك البلدة المكان المناسب لتأدية عمله بشكل كامل بعيدًا عن الضوضاء. كان هنالك منزل ينوي الذهاب للعيش فيه، لكنه لم يعد متاحًا بسبب حادث حريق أُحرق فيه المنزل بالكامل. في أثناء بحثه، يلتقي امرأة أرملة تُدعى شارلوت هيز، كان لديها فندق لاستقبال المسافرين والمستأجرين. ويزور هامبرت فندقها ليكون مهذبًا وكيسًا معها لا أكثر، فتأخذه في جولة في الفندق وتحاول إقناعه بالإقامة فيه لكنه يرفض ذلك، ثم تصطحبه لرؤية حديقتها حيث كانت تجلس ابنتها في تلك الأثناء، طفلة في غاية الجمال لم تتجاوز الثانية عشرة سنة من عمرها وكان اسمها دولوريس (يدعونها أيضًا باسم لولي، أو لو، أو لوليتا). انبهر هامبرت بجمالها وحسنها عندما رآها وتذكر حبه السابق أنابيل، ووصفها في مذكراته بالحورية الفاتنة. سرعان ما غير رأيه وقرر أن يقيم في فندق شارلوت.
في تلك الأيام، يبحث هامبرت العاشق عن أساليب فطنة لإرضاء رغباته الجنسية، إذ يحاول ملامسة جسدها بطريقة غير مباشرة. في يوم من الأيام، تذهب دولوريس برحلة إلى مخيم صيفي مع أصدقائها، وتترك شارلوت رسالة في غرفة هامبرت، كتبت فيها مدى حبها له ورغبتها في الزواج به، وخيرته بأمرين: إما أن يتزوجها أو أن يترك المنزل، فإن عادت إليه ووجدته في المنزل فهذا يعني أنه قبل عرض الزواج بها، وإن لم تجده فتلك إشارة إلى رفضه. وجد شارلوت ذلك صعبًا في البداية، فهو يريد ابنتها ولا يريدها، لكنه فكر في الأمر ووجد ذلك في مصلحته فوافق على الزواج بشارلوت لأسباب يكنها في داخله. كل تلك الأحداث والمشاعر كان يدونها هامبرت في مذكراته. في أحد الأيام، تتعثر شارلوت بدفتر مذكراته وتقرأ كل شيء وتعلم برغبتهِ في ابنتها. كان ذلك يثير اشمئزازها منه، بالإضافة إلى المفردات السلبية التي وصفها بها وأشعرتها بالصدمة والإهانة. تُقرر بعد ذلك الذهاب إلى ابنتها دولوريس بعد أن تركت رسالة لأصدقائها تحذرهم فيها من هامبرت ونواياه. تخرج شارلوت من المنزل لإرسال الرسالة ولكنها تتوفى بحادث سير في الطريق. ينصدم هامبرت من وفاتها غير أنّ ذلك كان في صالحه، فقد قرأ الرسائل التي أرادت إرسالها وتخلص منها وذهب لإحضار لوليتا من المخيم الصيفي، وفي أثناء الطريق تسأله عن والدتها فيخبرها بأنها مريضة للغاية وقد نُقلت إلى المستشفى، ثم يأخذها إلى فندق باهظ الثمن. يفكر هامبرت أنه لو اغتصب دولوريس فقد يشعرهُ ذلك بالذنب لأنه يحبها ولا يودّ أن يلحق بها الضرر، لذا يضع لها بعض المخدرات في المثلجات التي تتناولها بالإضافة إلى حبوب منع الحمل، ثم يذهب للتجول في الفندق بانتظار أن تأخذ حبوب منع الحمل مفعولها. في تلك الأثناء، يأتي رجل غامض إلى الفندق ويبدو عليه أنه يعرف خطة هامبرت تجاه لوليتا، فيتحدث هذا الشخص مع هامبرت حديثًا مبهمًا لم يفهم هامبرت منه شيئًا. بعد ذلك يتركه هامبرت ويعود إلى لوليتا ليكتشف أنها أخذت جرعة قليلة من المخدرات التي وضعها لها، فهي تشعر بنعاس طبيعي وتستطيع الاستيقاظ بسهولة، فلم تُتح له فرصة لمسها في تلك الليلة. عند استيقاظهما من النوم، تُخبر دولوريس هامبرت بأنها قد فقدت عذريتها في المخيم مع ولد أكبر منها سنًا في العام السابق، ويعترف هامبرت لها بأن والدتها قد توفيت وليست مريضة كما ادعى.
بعد مغادرة الفندق، يسافر هامبرت ودولوريس في جميع أنحاء البلاد ويقضيان الوقت في الفنادق، ويحاول هامبرت جاهدًا الاهتمام بها محاولًا الحصول على ممارسة جنسية معها. بعد ذلك، يستقران في مدينة بيردسلي، وهي مدينة صغيرة في بريطانيا الجديدة. يصبح هامبرت بمثابة أب لها ويسجلها في مدرسة خاصة للبنات فقط، ويظهر تعصبه وغيرته عليها، ويرفض جميع اللقاءات الاجتماعية، ويمنعها من حضور الحفلات أو مواعدة أي شخص. تحاول دولوريس إقناع هامبرت بالمشاركة في مسرحية في المدرسة لكنه يرفض طلبها، ثم يحاول مدير المدرسة بنفسه إقناع هامبرت بطريقته الخاصة، إذ يصف هامبرت بأنه والد حازم ومحافظ جدًا. يخضع هامبرت لطلب المدير ويوافق على مشاركة دولوريس في المسرحية، لكن عنوان المسرحية يكون مشابهًا لاسم الفندق الذي التقى فيه الرجل الغامض. تحدث مشاجرة حادة بين هامبرت ودولوريس، وتنتهي بخروج دولوريس من المنزل محاولةً الفرار بعيدًا قبل يوم من العرض الأول للمسرحية. يذهب هامبرت فورًا لملاحقتها ويستطيع العثور عليها بسرعة لتخبره بأنها لا تريد المشاركة في تلك المسرحية، وبأنها تريد السفر والبقاء معه ومغادرة تلك المدينة. يتفاجأ هامبرت من قرارها هذا وفي نفس الوقت يكون سعيدًا جدًا به. يسافران معًا ولكن هامبرت يكون مرتابًا جدًا في أثناء قيادته السيارة، إذ يشعر بملاحقة شخصٍ ما إياهما. يتبين أن ذلك الشخص هو كلير كلتي كاتب المسرحية المدرسية وصديق شارلوت والدة دولوريس. يستمر هامبرت بالقيادة ولكن في تلك الأثناء تشعر دولوريس بالمرض فيتوقف هامبرت في جبال كولورادو ويحاول الاطمئنان عليها، ويأخذها إلى المستشفى بعد ذلك. في إحدى الليالي، يذهب هامبرت إلى المستشفى لإخراج دولوريس منها، فيخبرونه بأنها ليست موجودة، إذ إن عمها أخرجها منها، ولكنه يعرف أن دولوريس لا تملك أقارب ولا تعرف أحدًا غيره، فيظن أنها اختُطفت ويبدأ بالبحث عنها ويرافقهُ شعور هستيري في أثناء ذلك، ولكن كل محاولاته تبوء بالفشل. يستمر اختطاف دولوريس لمدة عامين، ويُصاب هامبرت بكآبة حادة وهو يقضي الوقت في علاقة تجمعهُ مع فتاة شابه تُدعى «ريتا». في يوم من الأيام، يتلقّى هامبرت رسالة من دولوريس تقول له فيها إنها قد تزوجت وهي حامل أيضًا لكنها تعيش في حالة من الفقر وهي بحاجة كبيرة إلى المال. يذهب هامبرت إلى بيت دولوريس الذي تركت عنوانه في رسالتها، ويكتشف أنها تعيش في بيت صغير مع رجل ميكانيكي أصم، ويحاول جاهدًا إقناعها بالذهاب معه وترك هذه الحياة، لكن لوليتا ترفض ذلك وتطلب منه مساعدتهم بإعطائها الأموال التي ورثتها من والدتها. تحصل دولوريوس على كل ما تريد ويعطيها هامبرت ميراثها وكل الأموال التي تحتاج إليها. يبدأ بسؤالها بعض الأسئلة التي تدور في رأسه، وكيف وصلت إلى هذه الحالة، ومن الذي أخرجها من المستشفى، ثم تشرح له كل شيء وتكشف لهُ أن كلير كلتي هو من أخذها من المستشفى ومن ساعدها في ذلك، وأنها كانت تحبه ومعجبة بأفكاره، ولكنه عندما طلب منها تمثيل دور بطولة في أحد أفلامه الإباحية، رفضت طلبه. بعد ذلك، يخرج هامبرت من منزل دولوريس محطَّم الآمال، ويذهب إلى قصر كلير كلتي ويلتقيه ليسأله عدة أسئلة، لكن كلير يكون ثملًا مترنحًا حينها من فرط ما تناوله من كحول، ويطلق عليه النار أكثر من مرة. يُعتقل هامبرت بعد ذلك ويطلب قبل وفاته نشر مذكراته ليُظهر للناس مدى حبه لـ دولوريس «لوليتا».

## المواضيع الشبقية والجدل
كثيرًا ما تُوصف لوليتا بأنها «رواية شبقية» من قبل بعض النقاد وفي عمل مرجعي معياري حول الأدب يُعرف باسم حقائق مسجلة: رفيق القصة الأمريكية القصيرة. تصف الموسوعة السوفييتية العظمى لوليتا بأنها «تجربة في الجمع بين الرواية الشبقية والرواية الأخلاقية البنّاءة». ذُكر الوصف ذاته في كتاب العصور، وهو عمل مرجعي لديزموند موريس. ورد ضمن دراسة استقصائية للكتب في دورات تدريبية للدراسات النسوية: «رواية شبقية هزلية». صنفت الكتب المعنية بتاريخ الأدب الإيروتيكي، مثل السجل السري: الأدب الإيروتيكي الحديث لمايكل بيركنز، رواية لوليتا أيضًا بهذه الصورة.
أوردت تصنيفات أكثر تحفظًا: «رواية ذات مواضيع شبقية»، أو إحدى «الأعمال الأدبية والفنية الشبقية الكلاسيكية، التي ضمت عناصرًا من الشبقية، مثل عوليس وعشيق الليدي تشاتيرلي».
أصبح هذا التصنيف موضع جدل، إذ كتب مالكوم برادبري: «سرعان ما شقّت لوليتا طريقها لتصبح رواية أدبية، بعد أن اشتهرت في البداية بصفتها رواية شبقية - حركة حداثية متأخرة في الميثيولوجيا الجوهرية الكاملة». يقول صموئيل شومان إن نابوكوف «سرياليٌّ مرتبط بغوغول، ودوستويفسكي، وكافكا. تتميز لوليتا بالسخرية والتهكم؛ إنها ليست رواية شبقية».
كتب لانس أولسن: «أول 13 فصلًا من النص، التي بلغت ذروتها مع مشهد لو، وهو مشهد استُشهد به كثيرًا إذ تمتد فيه ساقيها عبر حضن همبرت المثار... هي الفصول الوحيدة التي توحي بالشبقية». يلاحظ نابوكوف نفسه في الكلمة الأخيرة للرواية أن بعض القراء «قد ضُللوا [بافتتاحية الكتاب]... مفترضين أنه سيكون كتابًا إباحيًا... [متوقعين] التعاقب المتزايد للمشاهد الشبقية؛ وعندما توقفت هذه المشاهد، توقف القرّاء أيضًا، وشعروا بالملل».

## الأساليب والتفسيرات
يتميز أسلوب الراوي في هذه الراوية بالسرد القصصي، والتلاعب بالألفاظ، وذكر بعض الملاحظات الساخرة عن الثقافة الأمريكية، إذ كان ما يُميز أسلوب الرواية المُتّقد ثنائية المعنى، والجناس متعدد اللغات، والألفاظ المقلوبة، والألفاظ المستحدثة مثل كلمة nymphet، وهي كلمة جديدة في الوقت الذي كُتبت فيه الرواية، ولكن أصبحت بعدها موجودة في أغلب القواميس وخصوصًا قواميس الناس غير المحليين. من وجهة نظر العديد من الروائيين، اعتُبر هامبرت راويًا غير موثوق، إذ وصفته سلطات نابوكوف بأنه راوٍ ساخر جدًا، وأدرج الفيلسوف الأمريكي ريتشارد رورتي في أثناء تفسيره لرواية لوليتا أنها تتضمن الكثير من السخرية اللاذعة، إذ وصف هامبرت بأنه «وحش بعدم الاستقرار»، وأنه شخص وعبثي، ومتوحش، بالإضافة إلى أنه شخصية حاقدة جدًا.
لفت انتباه بعض من النقاد جزئية معينة وهي أن الرواية تُعد أول رواية كتبها هامبرت، إذ إن ما تحتويه من معلومات تخصّ شخصية لوليتا تُعتبر قليلة حول ما تكنّه لوليتا بالفعل. تكتب الكاتبة لومي تامر غيز: «إن النقطة الأساسية تكمن في معرفة ما تشعر به لوليتا وما تخفيه داخلها وليس فقط كيفية الضغط عليها بعدم إظهار ما تريد، إذ لا يمكن لأحد فهم شخصية لوليتا سوى قارئ الرواية، حتى وإن أخبرنا هامبرت عنها بنفسه».
كتب أيضًا كل من ميكاهاوي وسارة أبليتون أغويار أن الرواية التي كتبها هامبرت تضغط على لوليتا وتخفي كل ما شعرت به، لاحظت كرستين كلي جان أن هناك الكثير من النقاد الذين انتقدوا هذه الرواية بصورة كبيرة وخصوصًا في تسعينيات القرن العشرين. يقول الممثل براين كوكس، وهو الذي أدّي دور هامبرت في مسرح «المونولوج»: «وُجدت لوليتا لتكون خالدة في الذاكرة، لا لتكون جسدًا يراه الناس وروحًا يشعرون بوجودها فقط»، واختتم قائلًا إن مسرح المونولوج هو المكان الذي يستطيع إيصال رسالة الكتاب بطريقة واضحة وجديرة أكثر من أي فيلم يُعرض. كتبت إليزابيث جينواي في ملحق مراجعة كتاب نيويورك تايمز: «إن هامبرت هو كل رجل تقوده شهواته وينظر إلى لوليتا بصورة سيئة ووحشية ولا يستطيع معاملتها بصفتها إنسانًا طبيعيًا، بل يراها حلمًا متجسدًا».

## روابط خارجية
- لوليتا على موقع الموسوعة البريطانية (الإنجليزية)